# Fuerte de Navidad (Cartagena)
El Fuerte de Navidad se encuentra situado a la derecha del puerto de Cartagena, a Poniente. Protegía la entrada cruzando sus fuegos con las baterías de Santa Ana y de Trincabotijas, construido en estilo neoclásico con casamatas para la instalación de ocho piezas de artillería en la planta baja y otras ocho a barbeta en el piso superior. Actualmente es usado por Cartagena Puerto de Culturas.

## Cómo llegar

### Por carretera
Si se llega a la ciudad en vehículo por la autovía A-30, lo mejor es tomar la salida 'Puerto', CT-33, dejando a mano izquierda el nuevo hospital de Cartagena hasta llegar a una rotonda en la que está instalada la grúa Sansón. Girando a la derecha se continua por el Paseo del Muelle, dejando a mano izquierda el Puerto de Cartagena, llegando a una nueva rotonda.
Desde aquí se pueden observar varios edificios históricos de Cartagena: castillo de los Moros, Hospital de Marina, Cuartel de Antigones, Murallas de Carlos III, castillo de Despeñaperros etc.
Tras tomar la tercera salida, se continua, paseo Alfonso XII. En el lado izquierdo se encuentra el Museo Nacional de Arqueología Subacuática, y a la derecha los lienzos y baluartes de la muralla de Carlos III, llegando a una explanada en donde ondea la Bandera Nacional. Continuamos por la calle Pescadería pasando junto al antiguo Cuartel de Instrucción de Marinería, cedido a la Universidad Politécnica de Cartagena y usado en parte por el Museo Naval de Cartagena, continuando por la calle Real y pasando junto al Arsenal de Cartagena y su puerta principal. Se cruza la rambla de Benipila y se gira por la carretera de la Algameca, circulando junto a la rambla y las murallas de Carlos III.
Se traspasa la muralla por la puerta de Santa Rosalía, entrada a los astilleros Navantia, y se continua bordeándolos, pasando por delante de dos túneles que se construyeron como base de submarinos en el muelle del Espalmador, llegando finalmente al muelle en donde se encuentra el Fuerte. Hay una explanada para aparcamiento.

### Por barco
Por medio del barco turístico de Cartagena Puerto de Culturas, existiendo diferentes tarifas y horarios variables según la época del año.

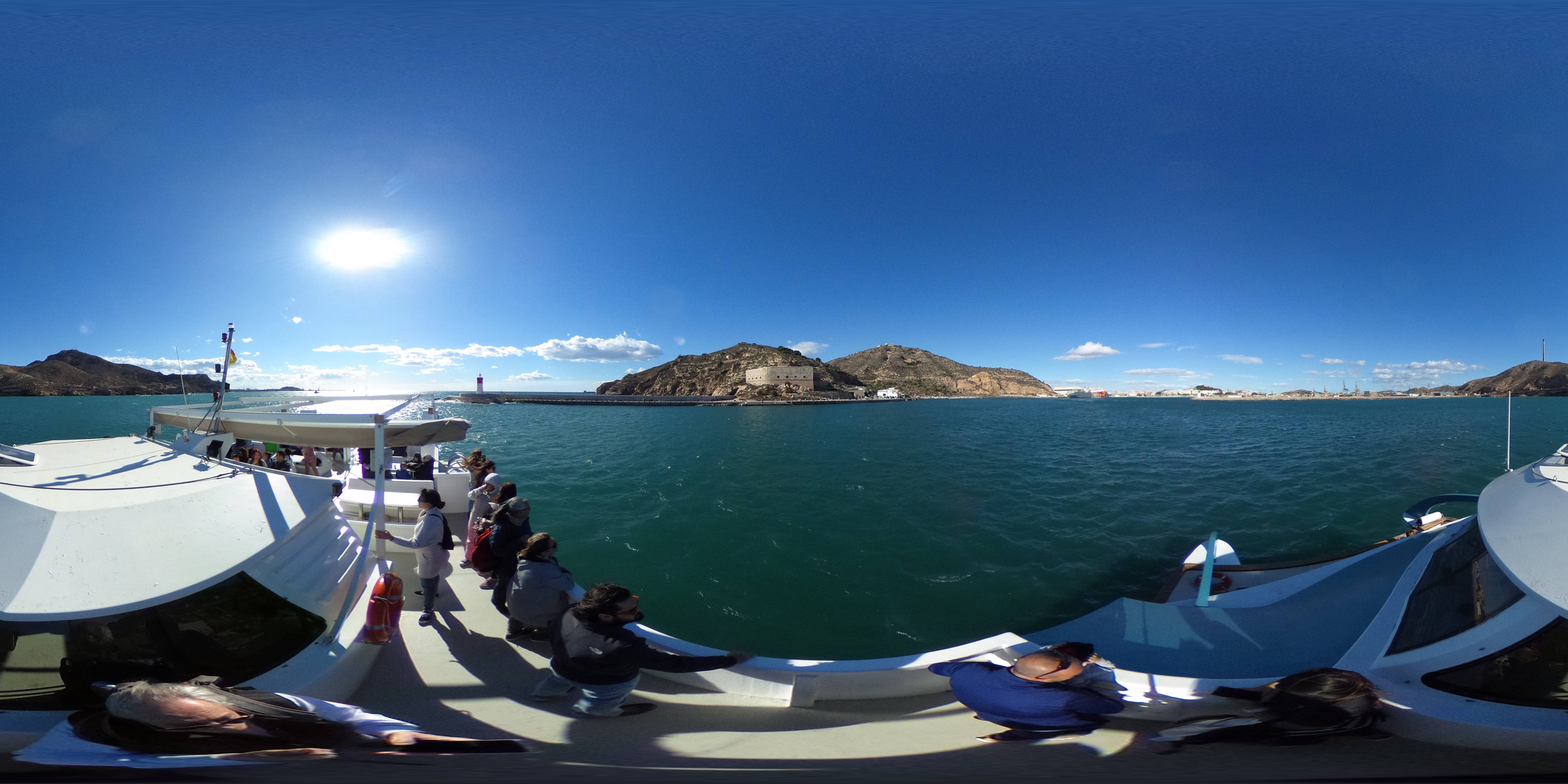
Fuerte de Navidad y barco turístico en visitas patrimoniales — II Simposio ICOMOS España
(Pulse para omniorama)

## El edificio
Construido sobre una batería a barbeta de 1740, obra del ingeniero militar Esteban de Panón dentro del Plan O'Donnell o Plan de Defensa de 1860. Costó 341 385,89 pesetas. La fábrica es de grandes sillares de piedra con dos fachadas en ángulo hacia la bocana del puerto, cada una con cuatro casamatas a prueba de bomba tipo Haxo y cuatro piezas a barbeta en el primer piso por fachada. Se encuentra junto a la Torre de Navidad, construcción hexagonal construida posiblemente en el siglo XVI, cuya traza es similar a la torre ubicada en La Azohía, Torre de Santa Elena.
Las dos épocas de la construcción del Fuerte se pueden apreciar por el diferente color de la piedra en la fachada marítima.
Los muros que dan hacia la zona de tierra constan de aspillera de dos tipos, todas recubiertas de ladrillo por aguantar mejor los impactos que la piedra.

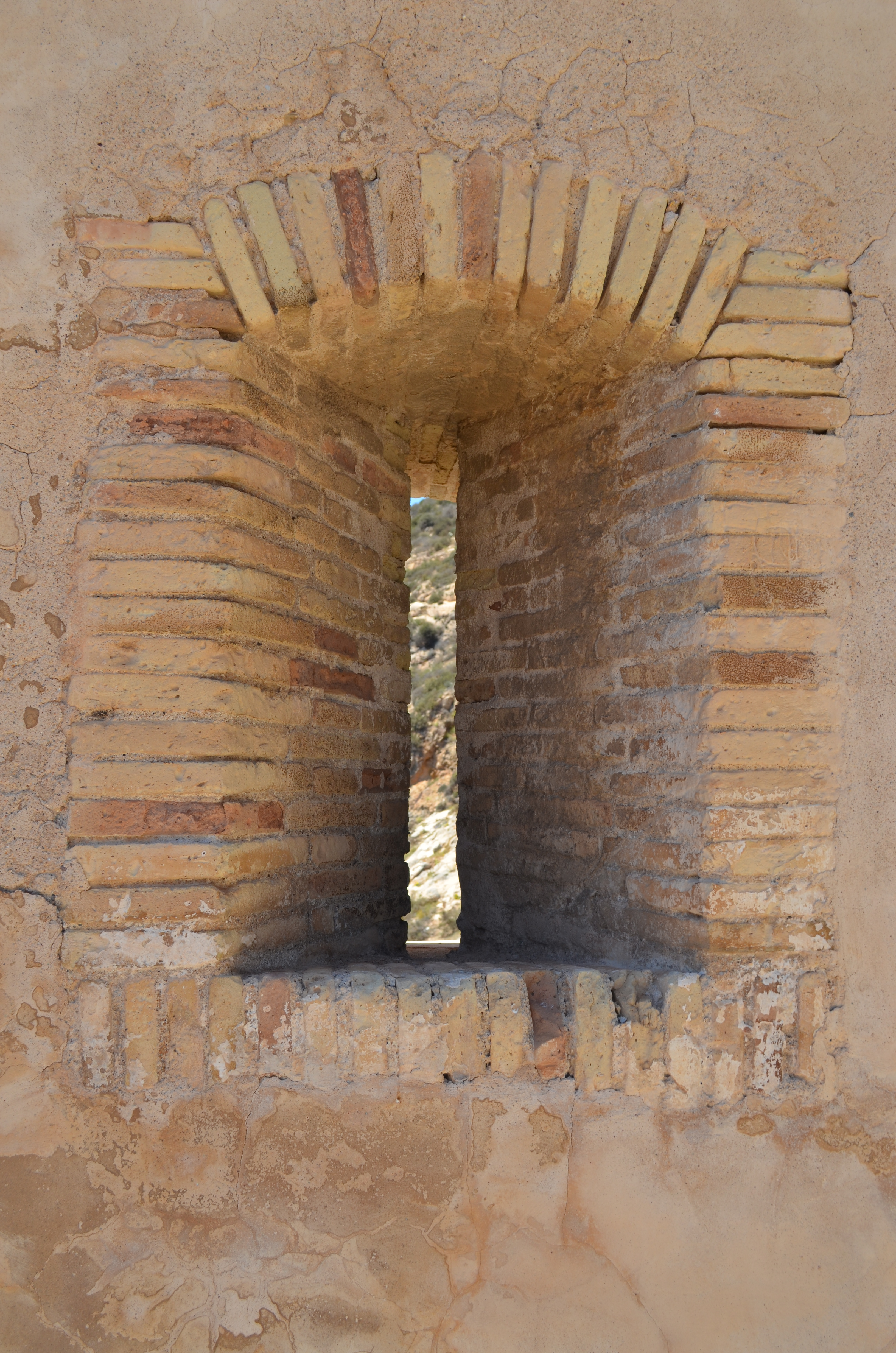
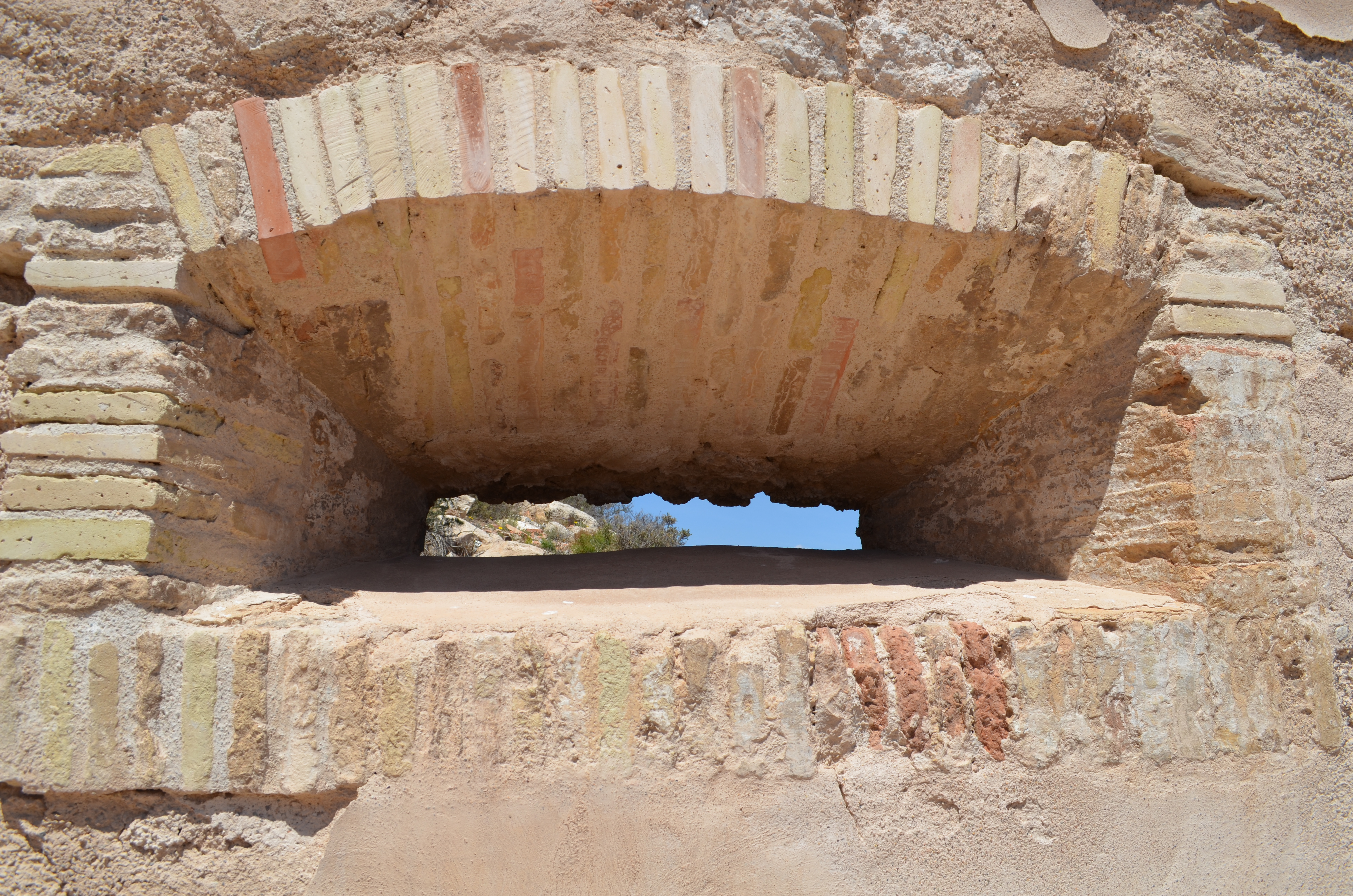

El edificio se puede dividir en dos partes,según se entra: la de la izquierda, de dos plantas y en donde están ubicadas las piezas de artillería y el polvorín, y la de la derecha, dedicada a la guarnición del fuerte (cocina, dormitorio, etc.) a distintas alturas y adaptándose al terreno en donde se construyó el fuerte.
Consta de una zona de atención al público, con una pequeña tienda de recuerdos, máquinas autoexpendedoras, aseos, y un ascensor para acceder al primer piso.

### Lado izquierdo
Formado por dos pisos, estando en la planta baja ocho casamatas, todos comunicadas interiormente por medio de un pasillo ubicado en la parte trasera de las mismas, están comunicadas alternativamente con el patio del Fuerte mediante una puerta o ventana. El primer piso está formado por una explanada para montar otras ocho piezas, accediendo por medio de dos escaleras de caracol al principio y final de la planta baja.

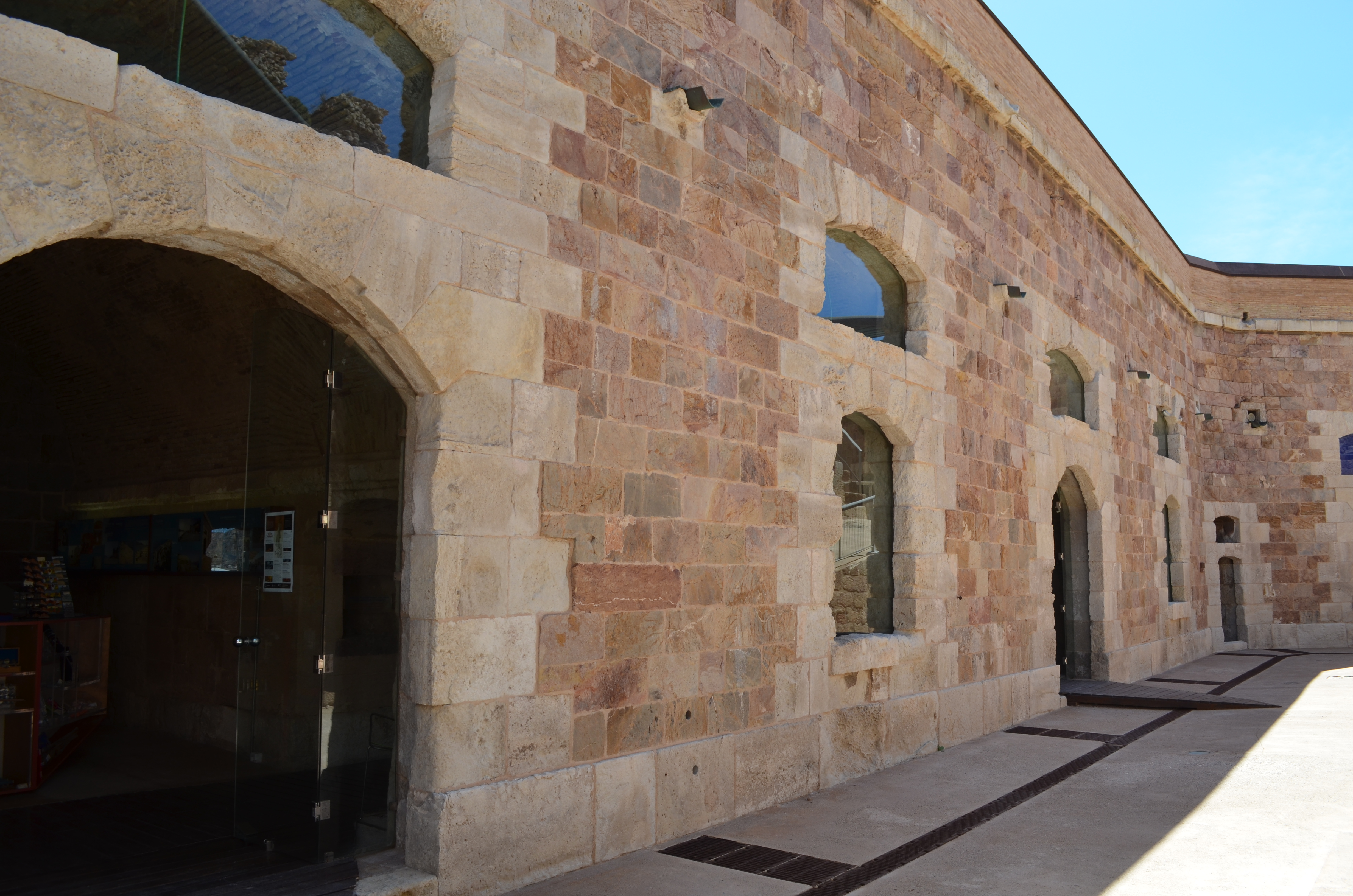
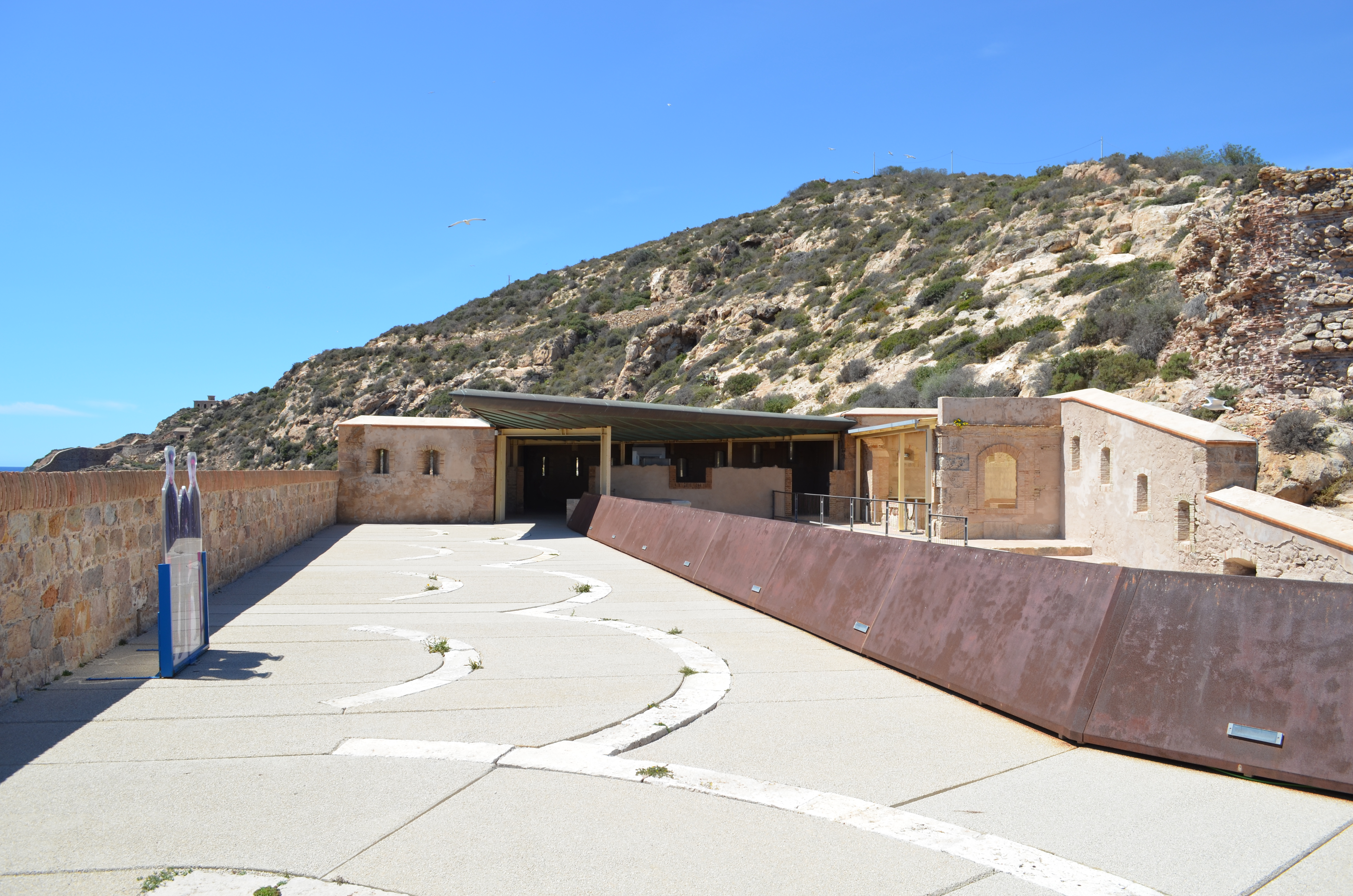

El polvorín se encuentra en el centro de las ocho piezas de la planta baja, construido de igual forma que las casamatas, pero sin abertura al exterior, está dividido en dos zonas; almacén y zona de trabajo.

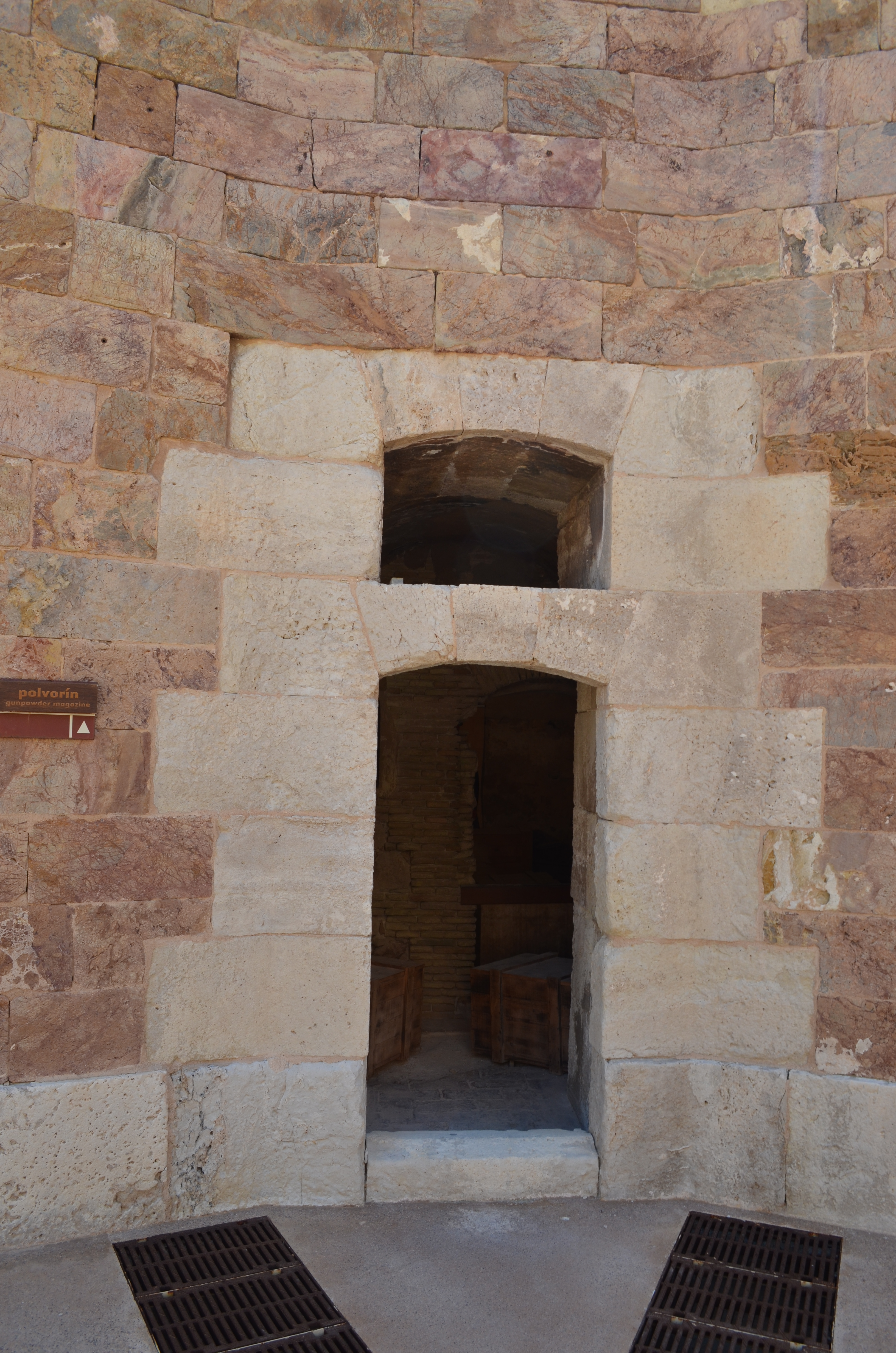
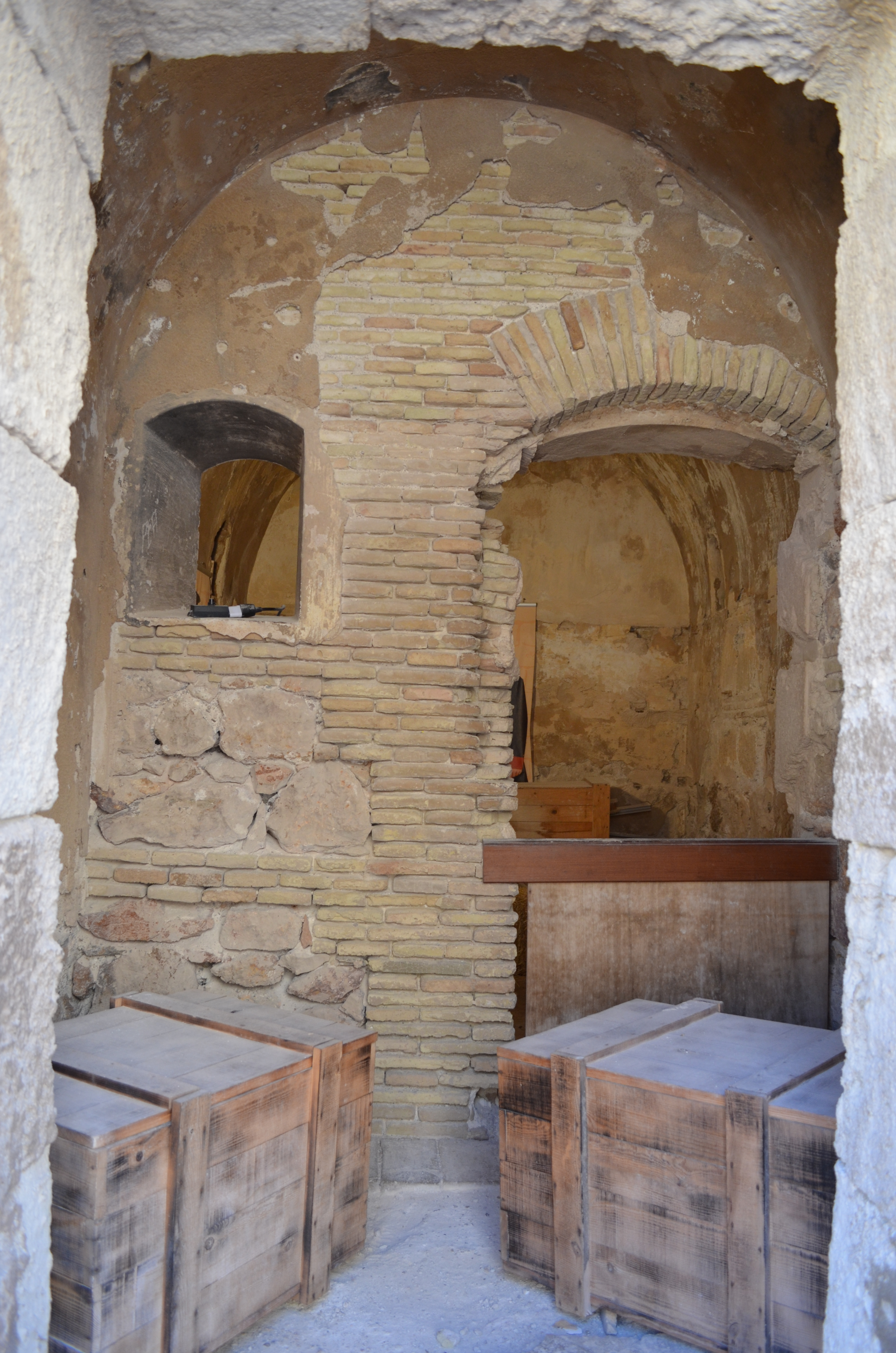

Las casamatas están construidas mediante bloques de piedra y la bóveda de ladrillo, contando con una cañonera, construida, también, en ladrillo. Todas tienen una argolla en el centro de la bóveda, usada, posiblemente, para subir o bajar el cañón. En los arcos que hay entre cada casamata hay dos nichos, uno enfrente del otro, para almacenar pólvora y proyectiles.

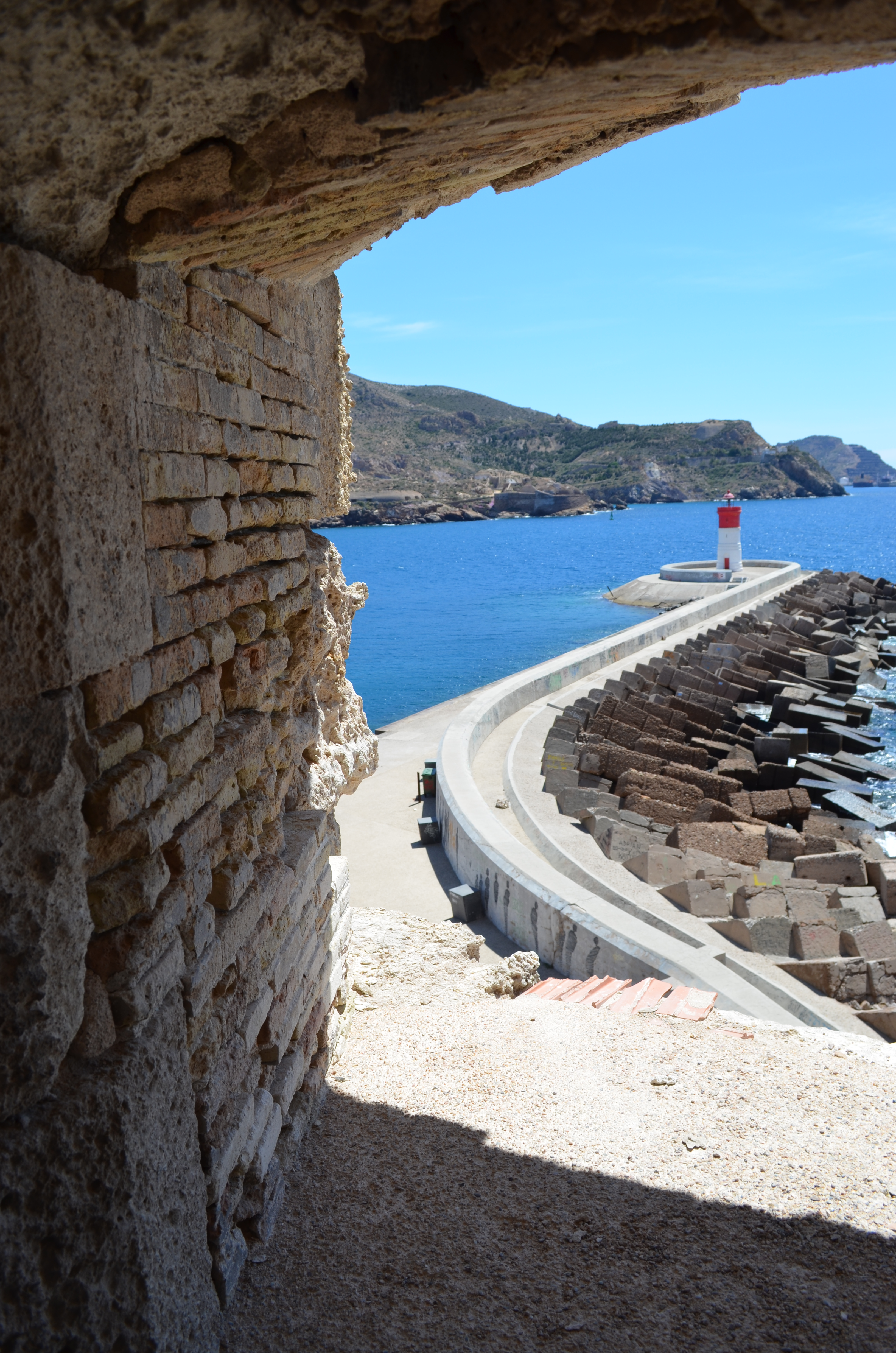
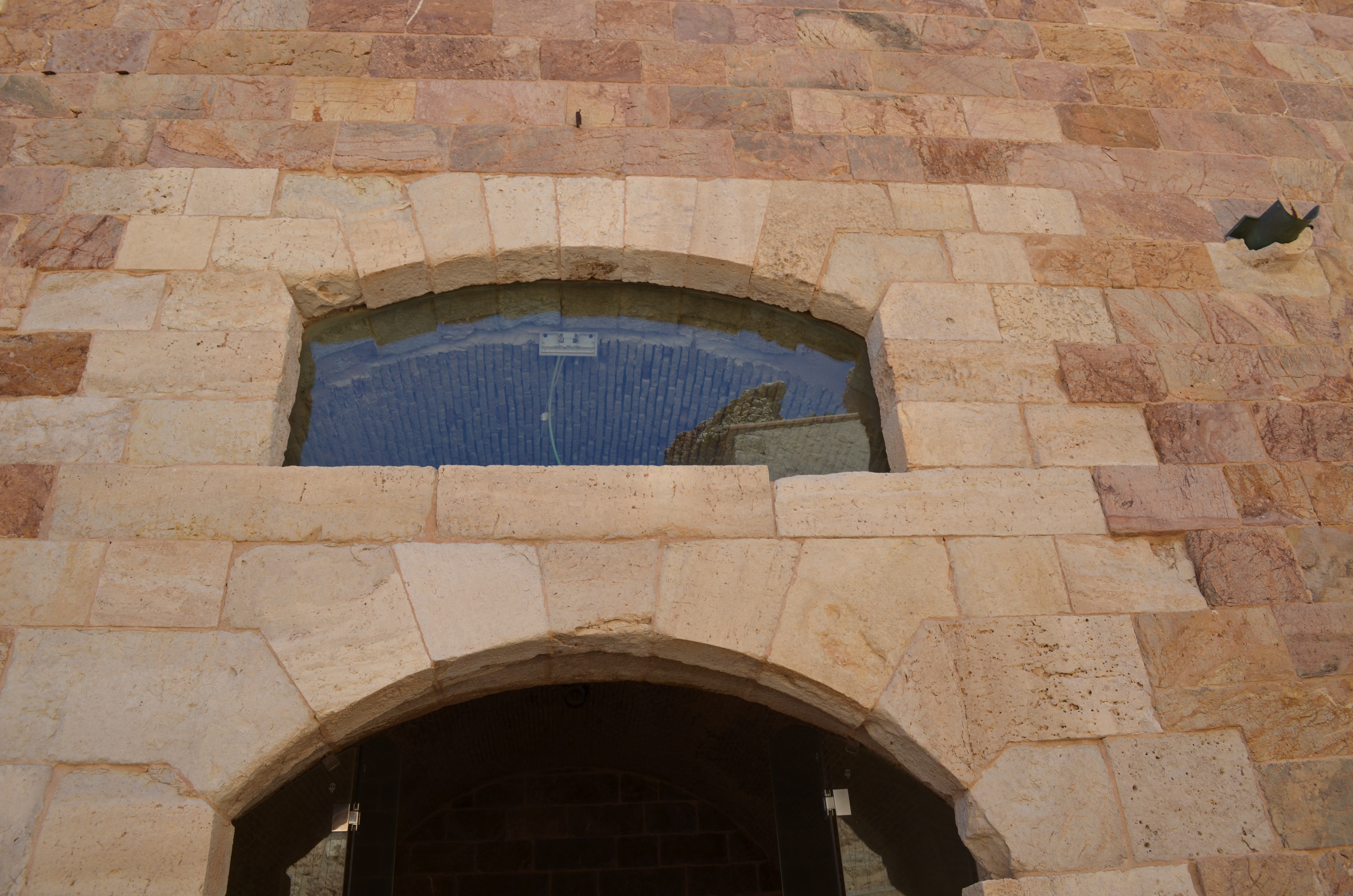
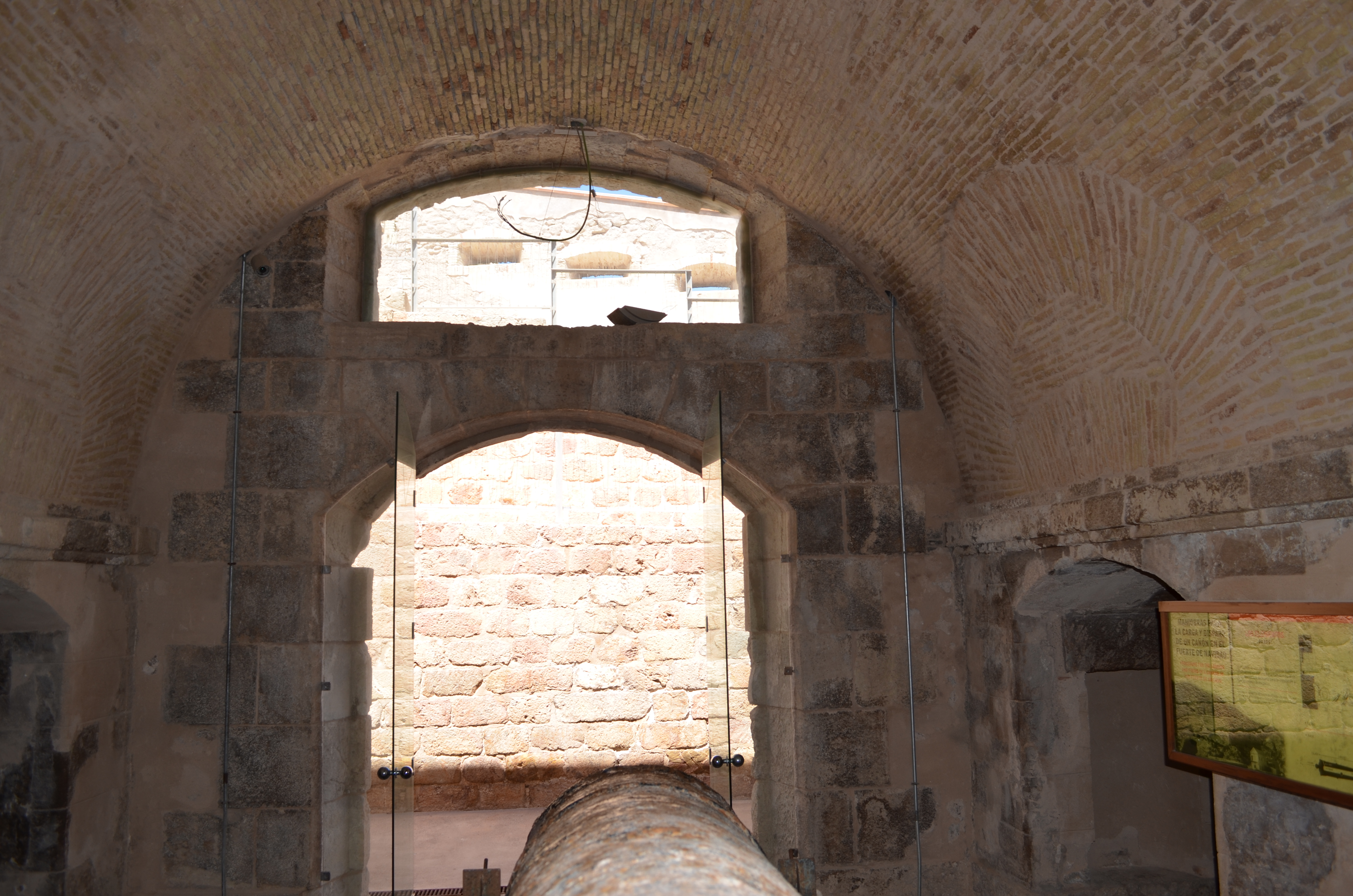
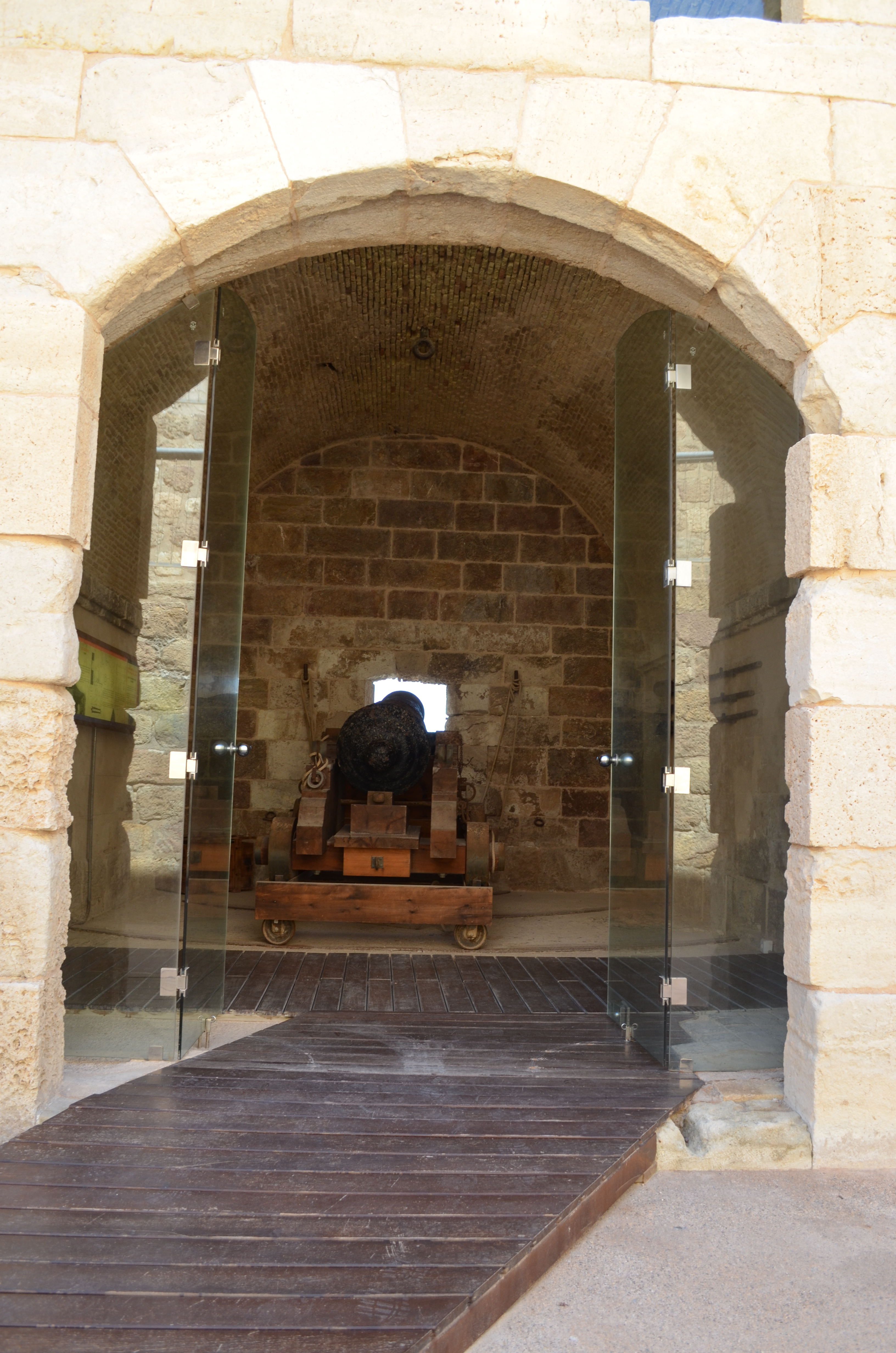
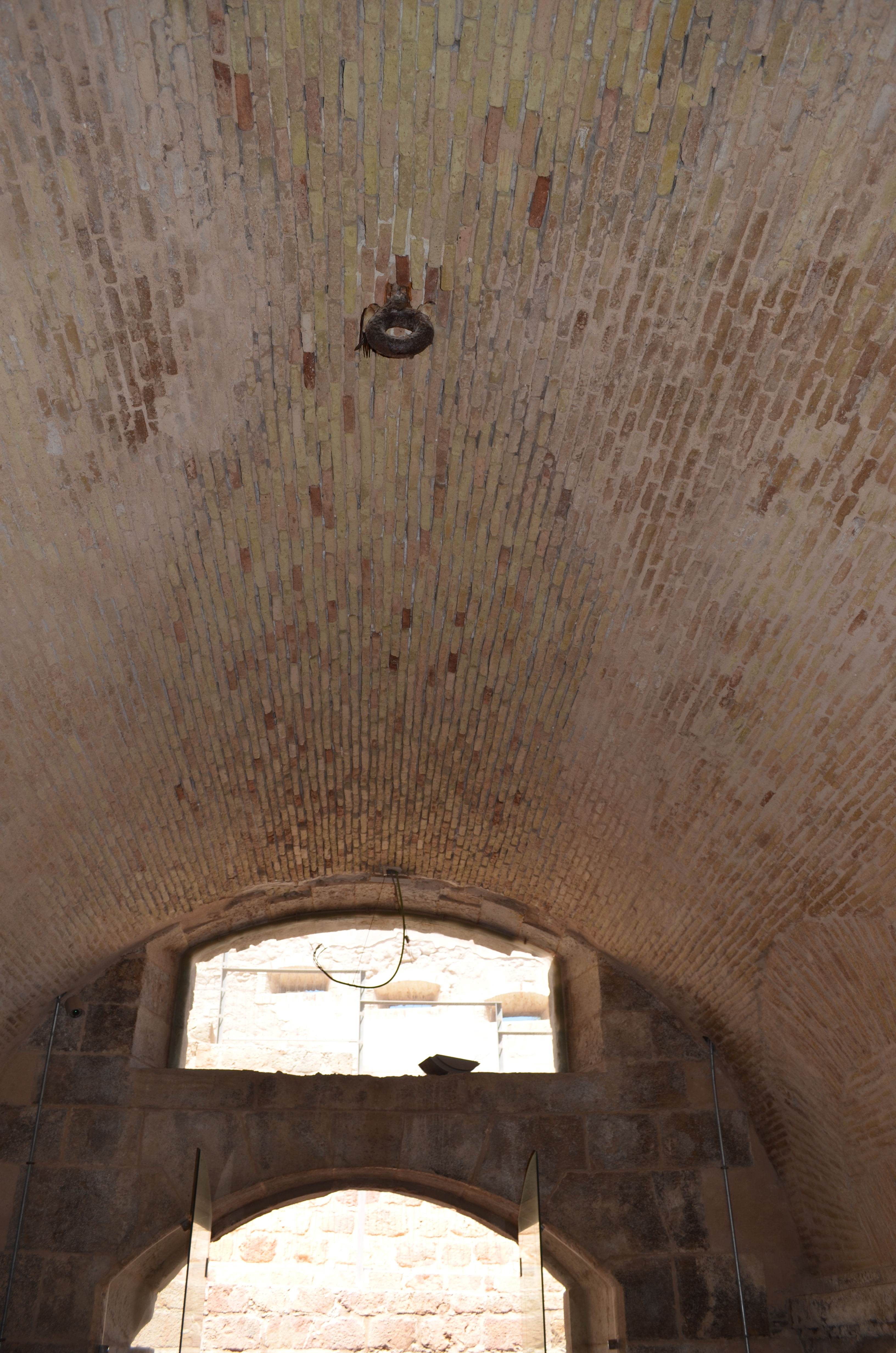
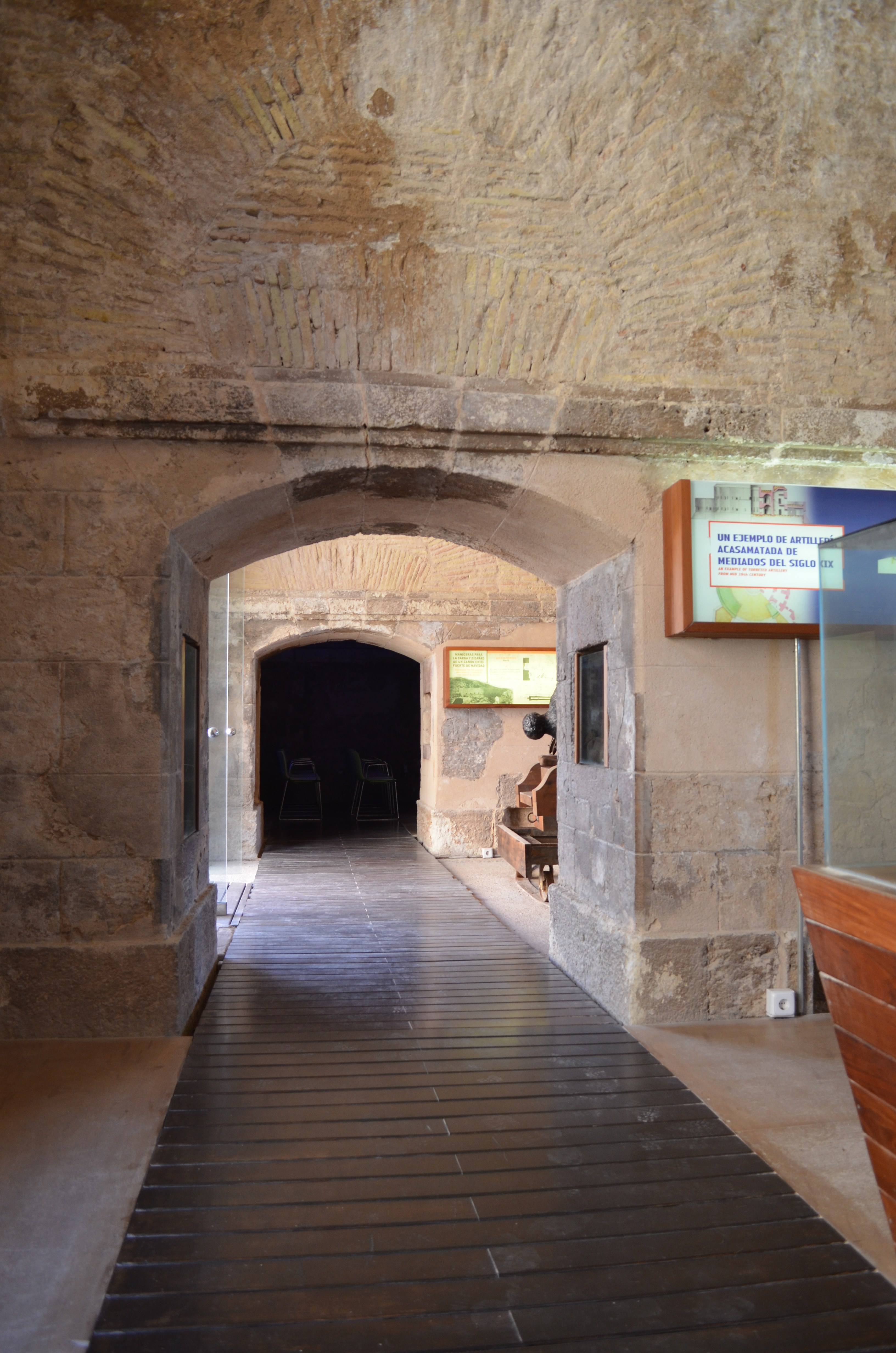
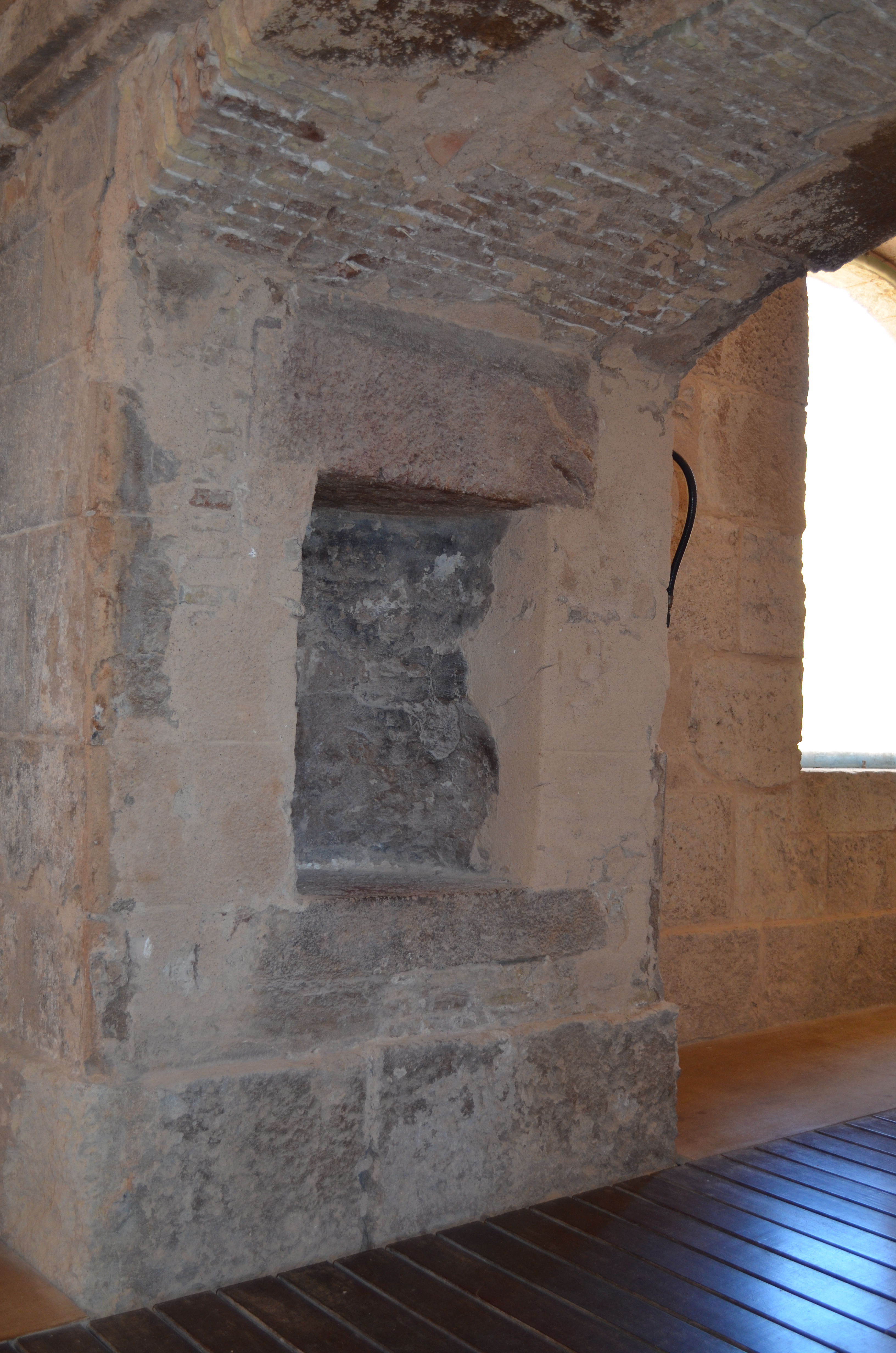

En las casamatas se muestra una guía que permite conocer las distintas fortificaciones que protegían la base naval de Cartagena y la construcción del Fuerte, así como una pieza de artillería de avancarga, posiblemente, por la medida de la boca un cañón de a 24 libras, montada en un marco de explanada para su maniobra. Finalmente, se sexponen algunos objetos del día a día en el Fuerte y otros hallados durante la excavación del Fuerte.

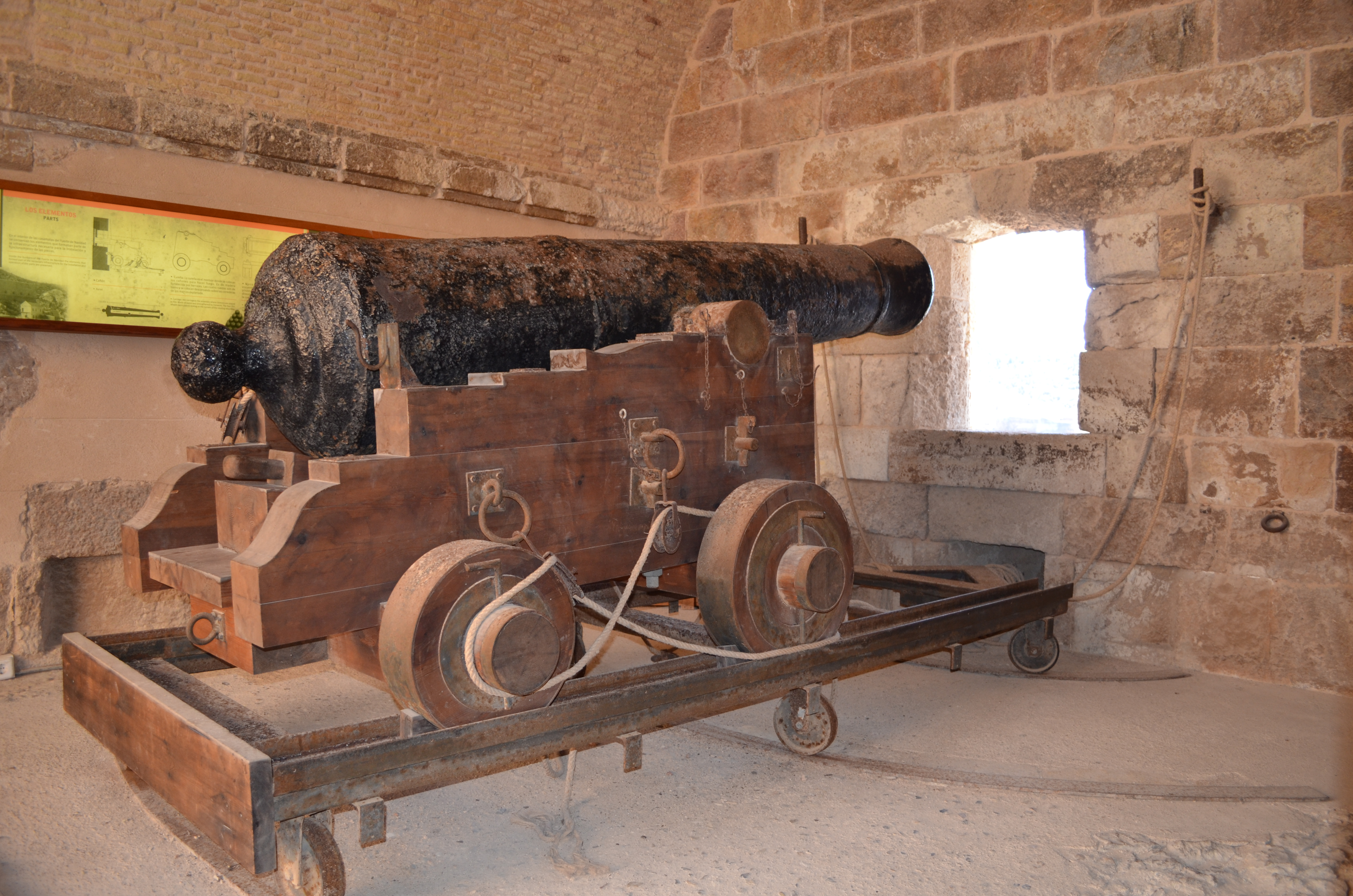
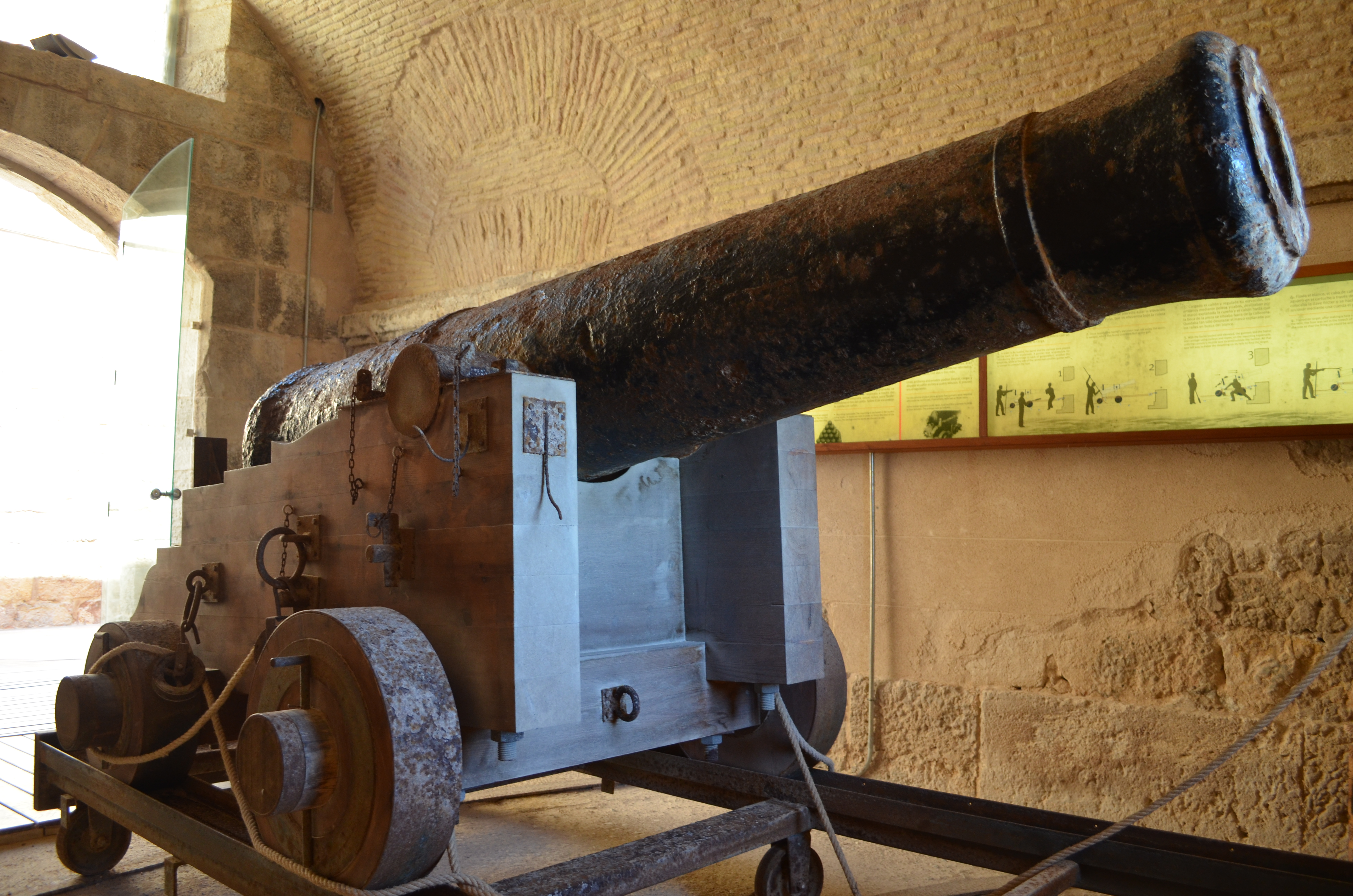
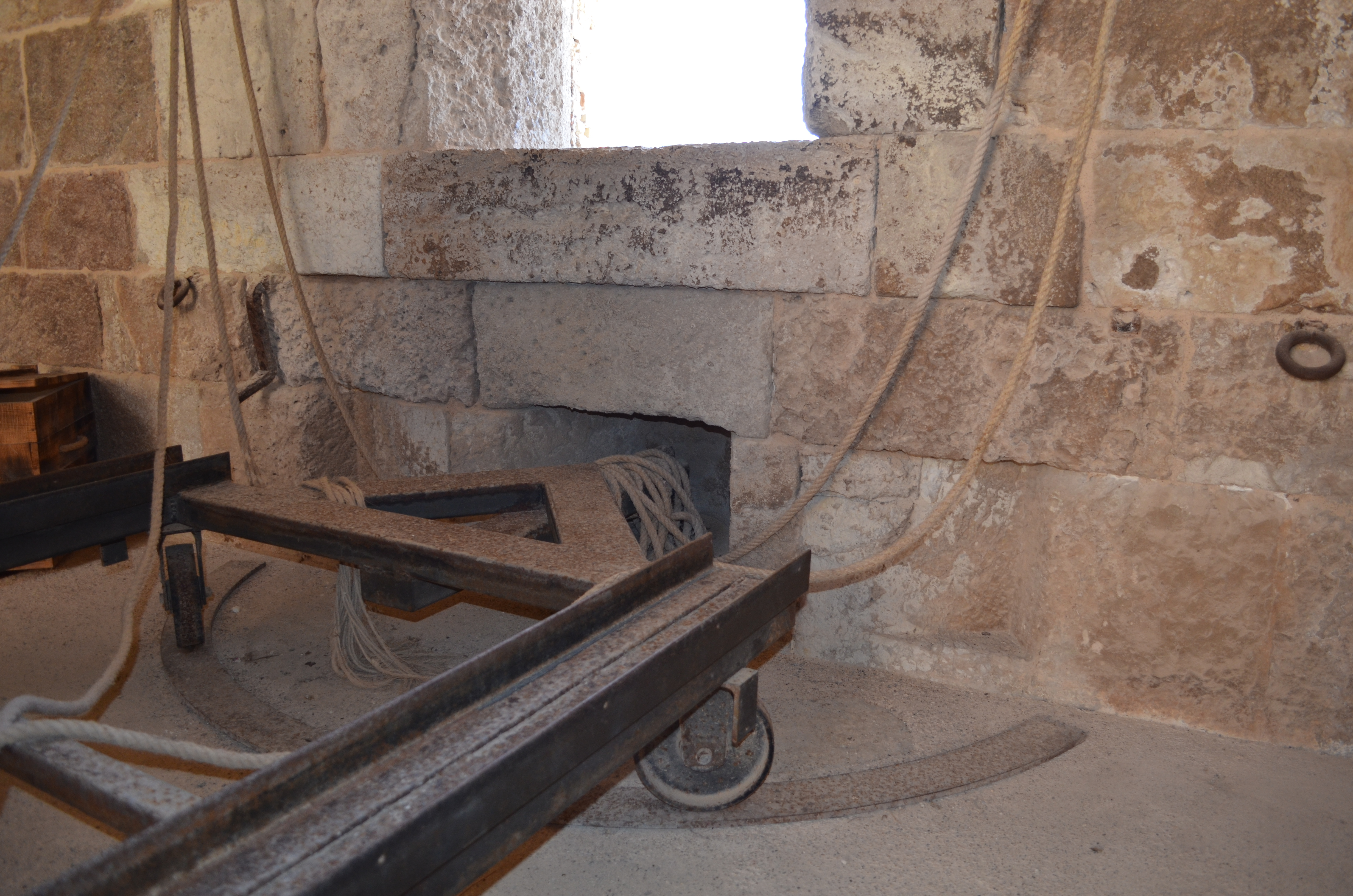
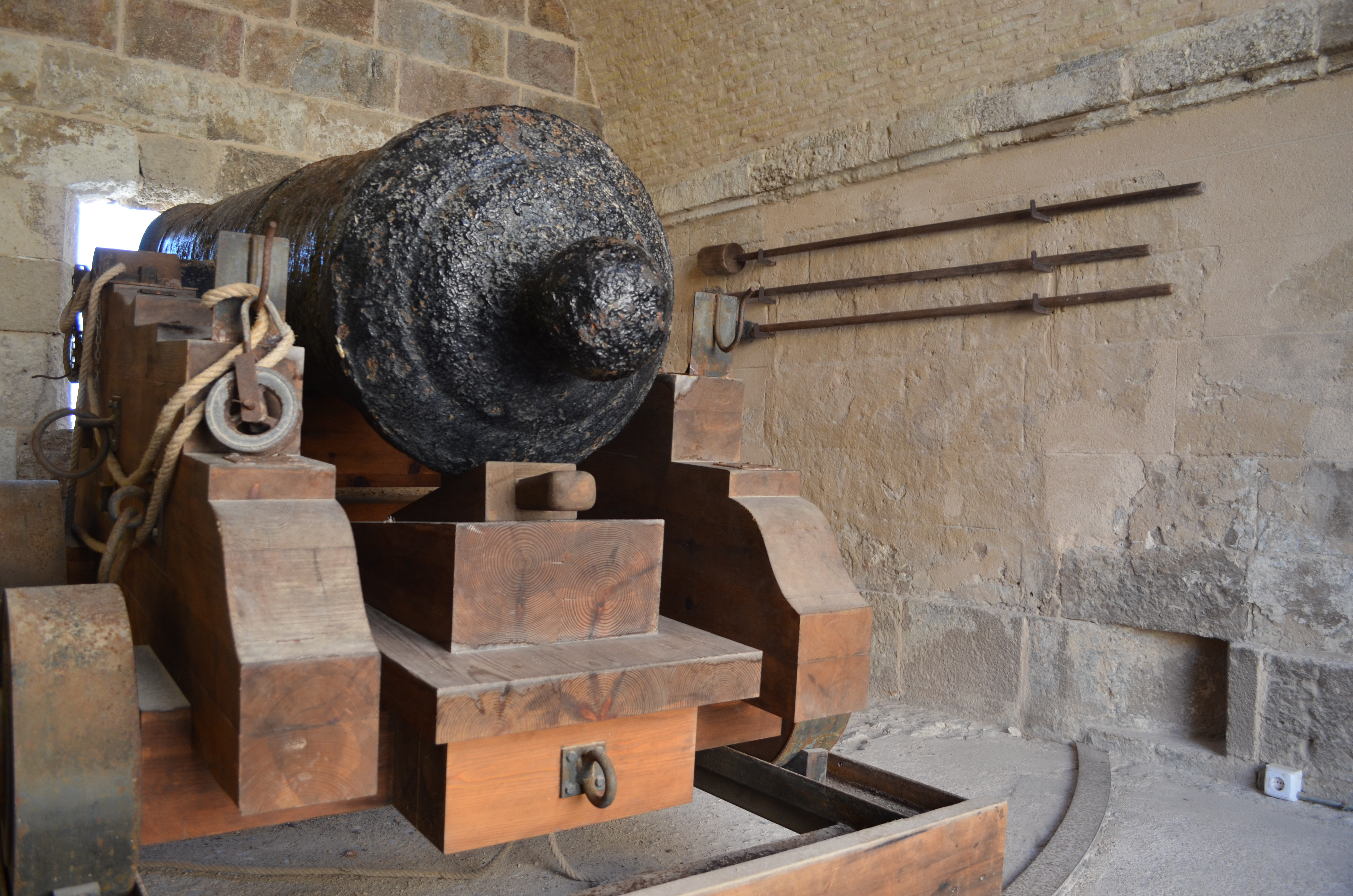

### Lado derecho
Formado por el dormitorio, cocina, despensa y sala de aseo con letrinas, todas ellas comunicadas por rampas y escaleras entre ellas y el patio.

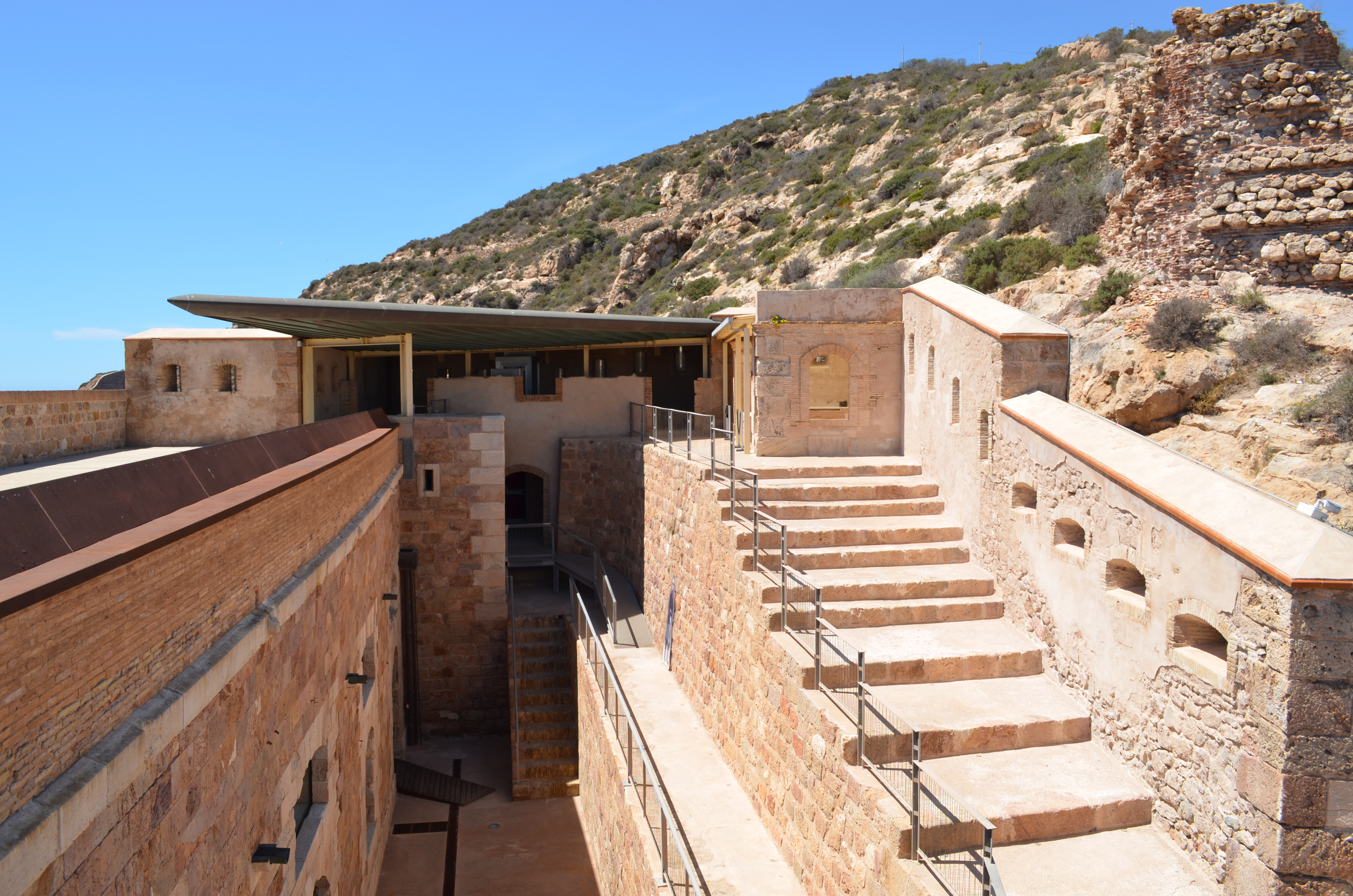
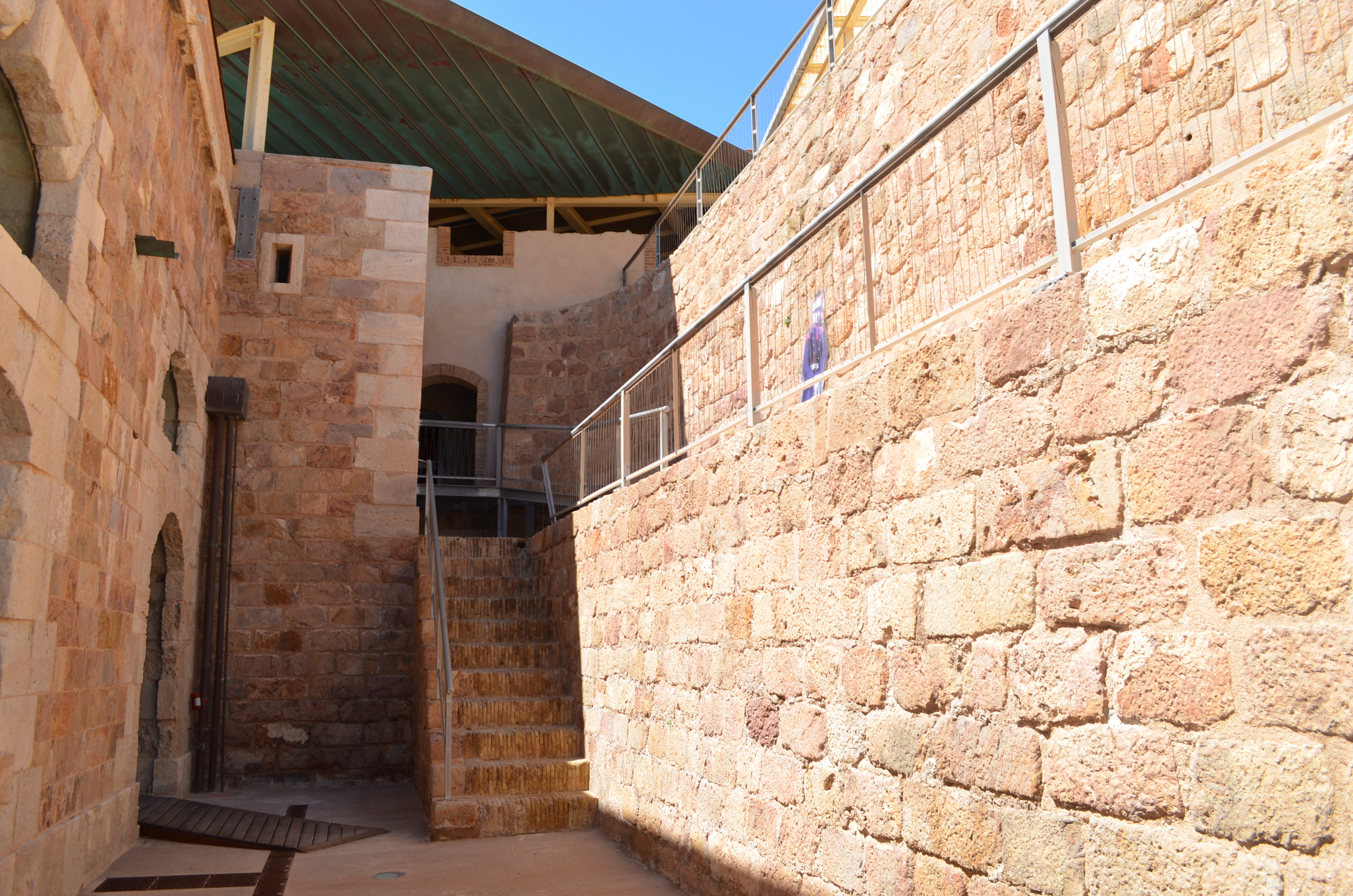
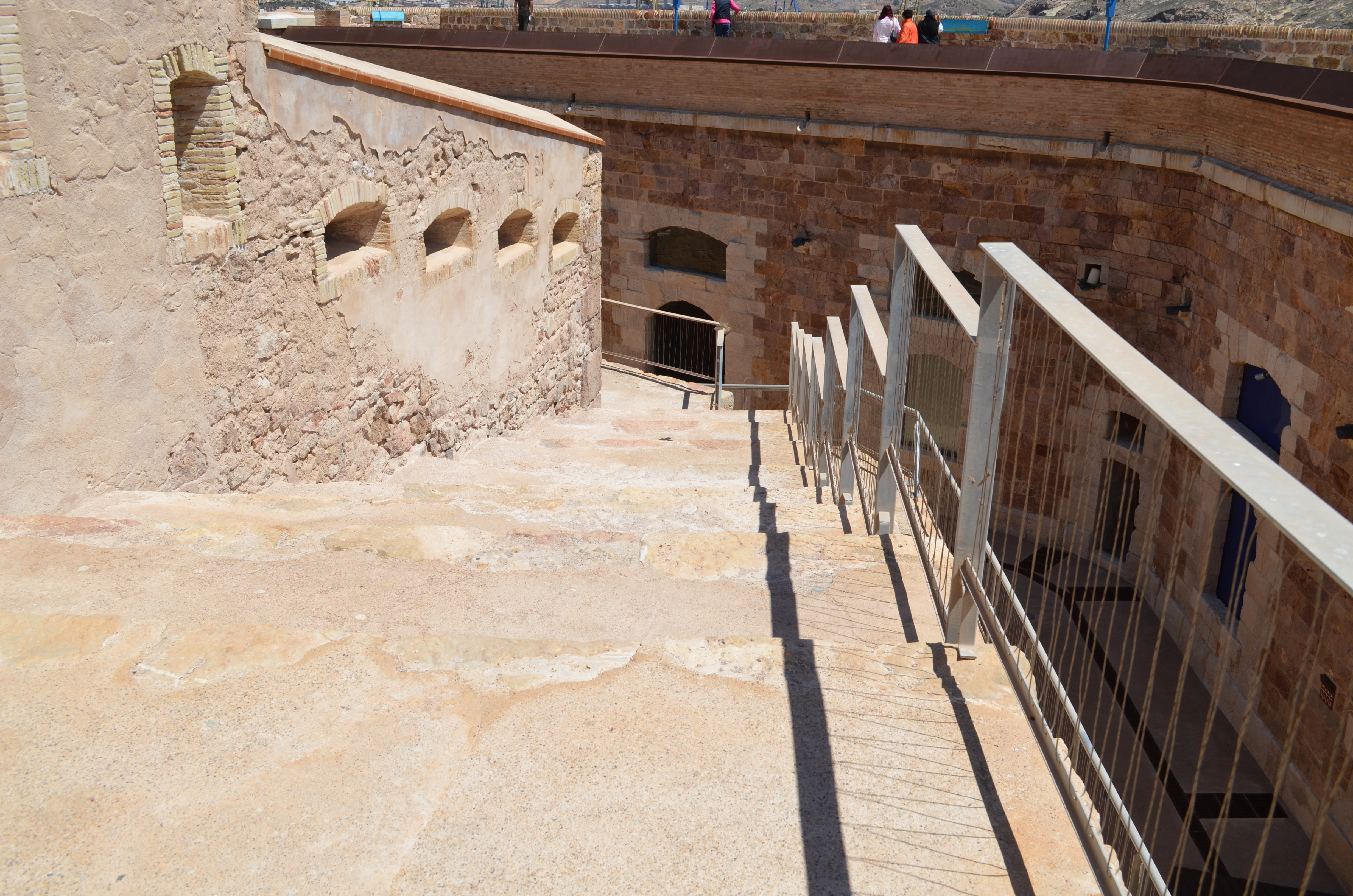

El dormitorio, originalmente dividido en dos estancias, se usa para mostrar un video sobre las defensas de la ciudad de Cartagena y la evolución de las mismas. Al final del lado derecho, y tras subir la escalera de ese lado está la cocina, con los fogones y una mesa de mármol para procesar los alimentos, junto a la despensa, y enfrente de estas las letrinas y sala de aseo, en donde es posible ver una parte del suelo original.

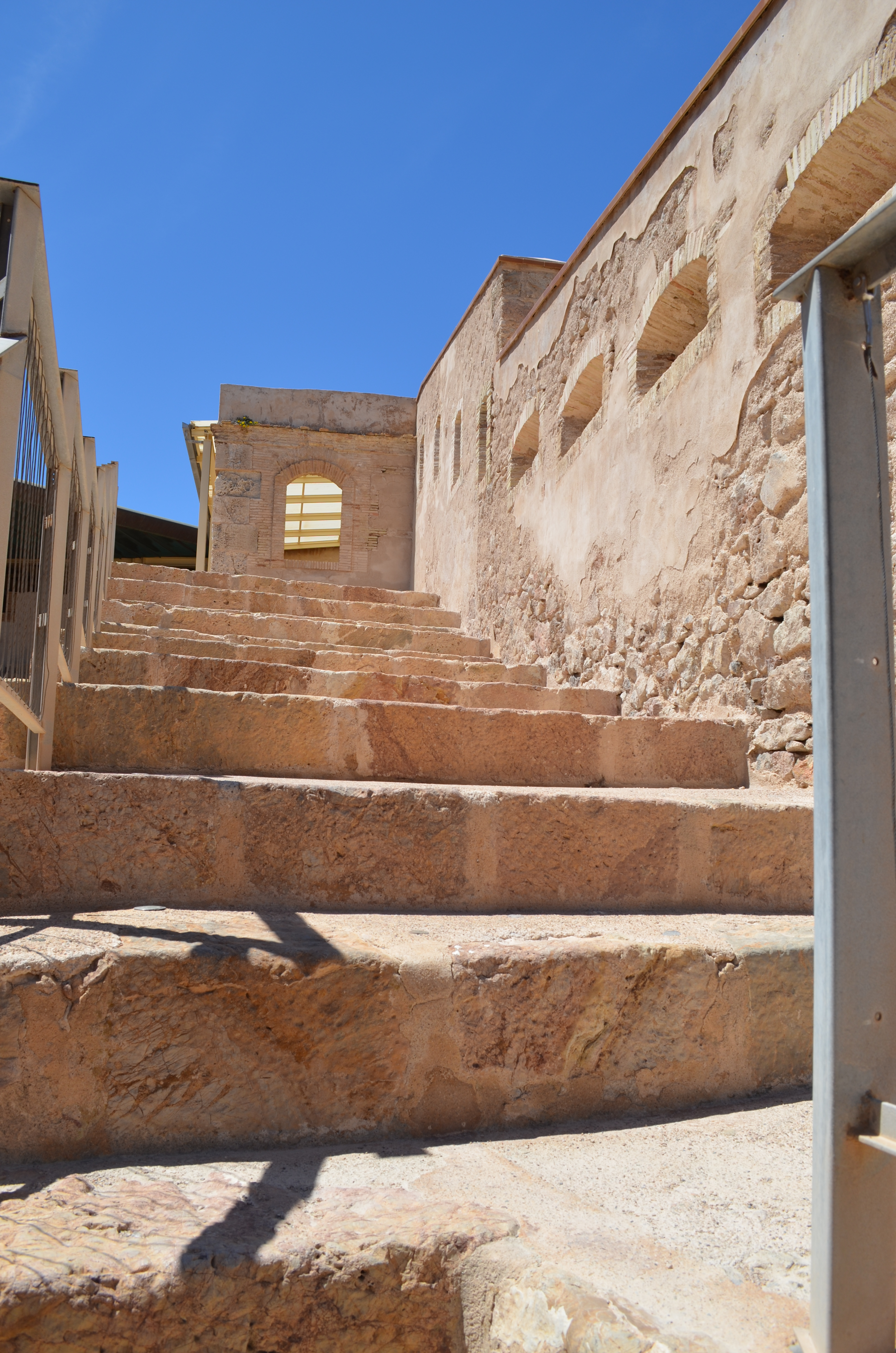
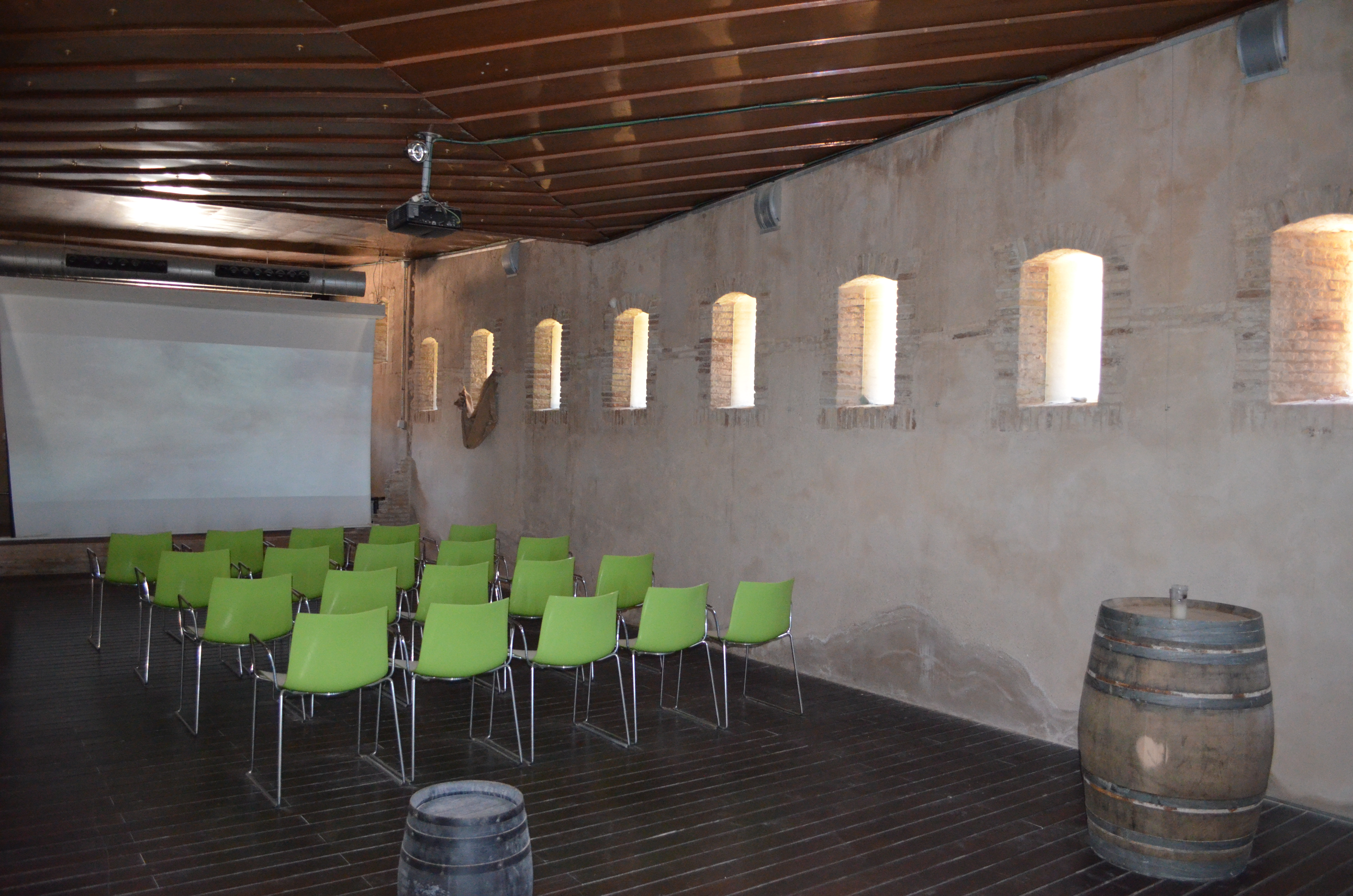
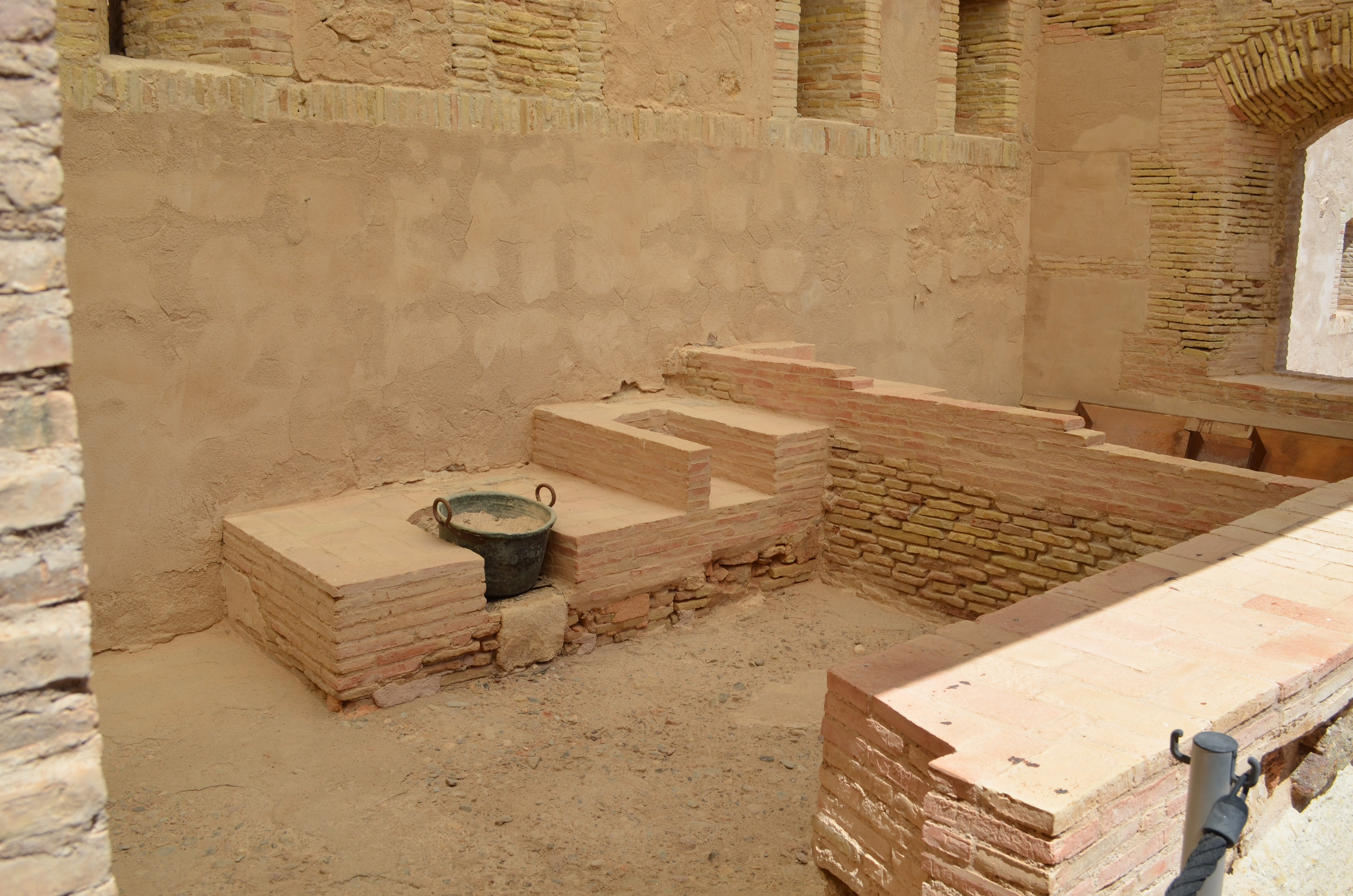
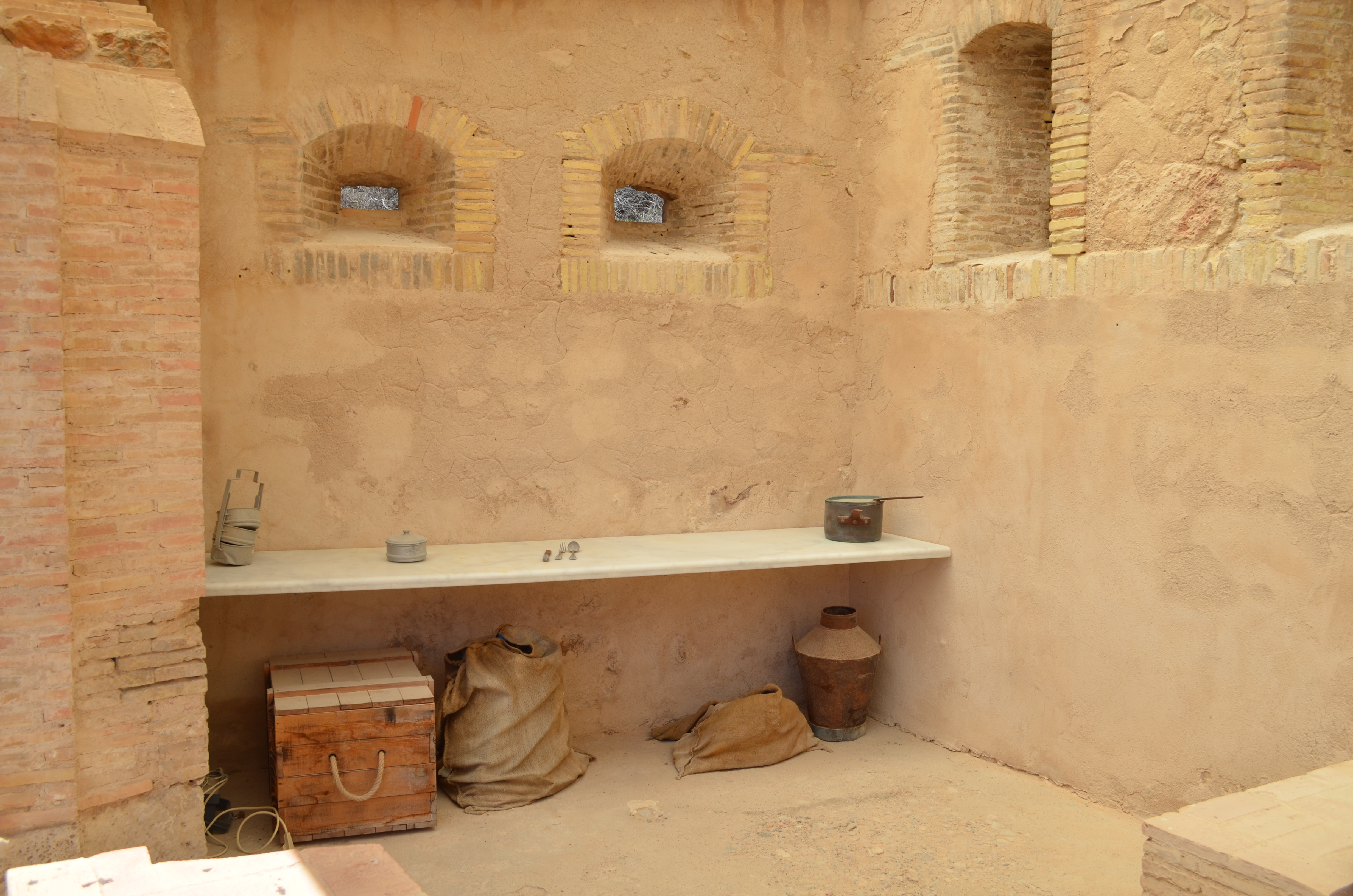
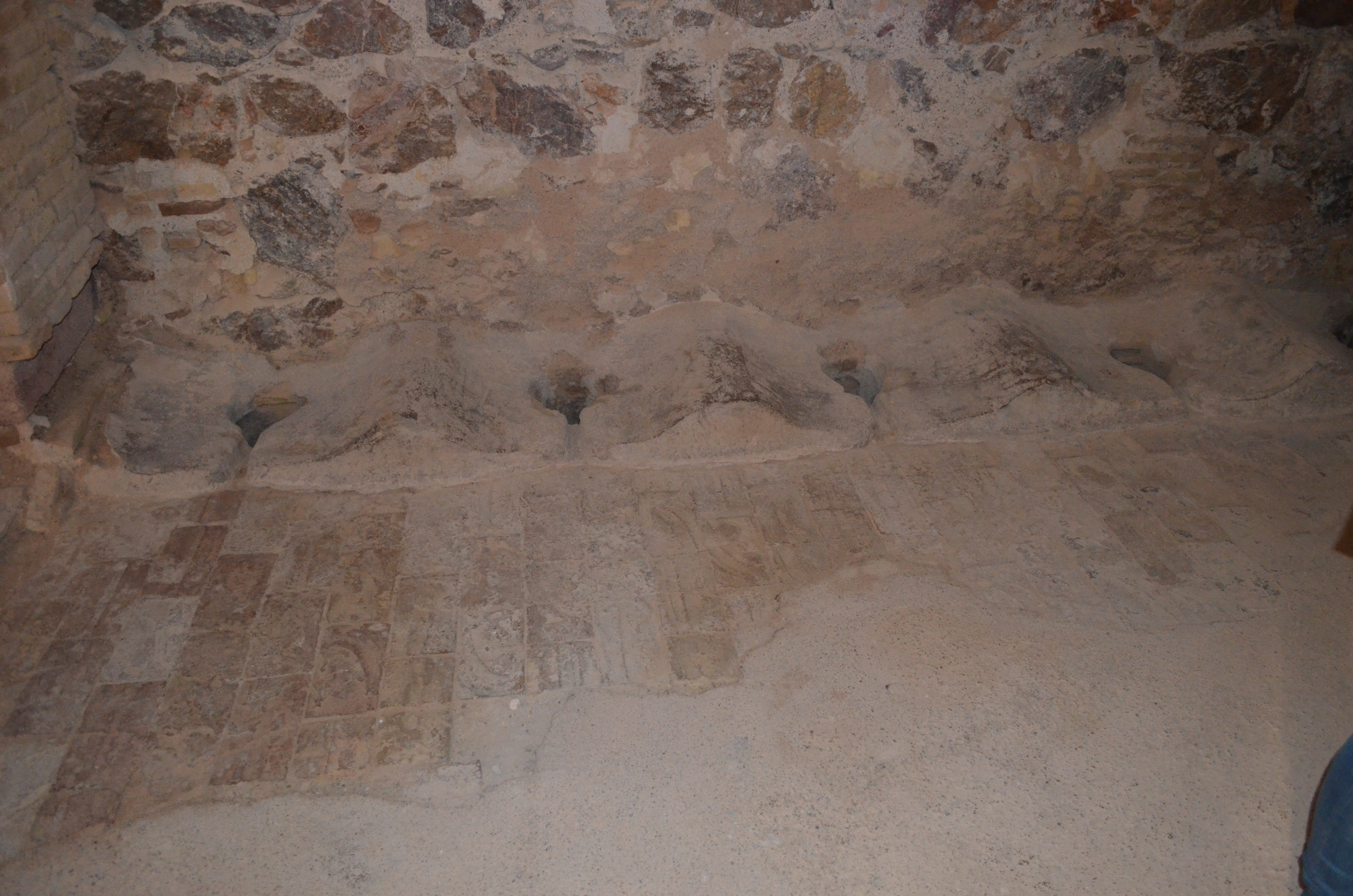

## Baterías cercanas

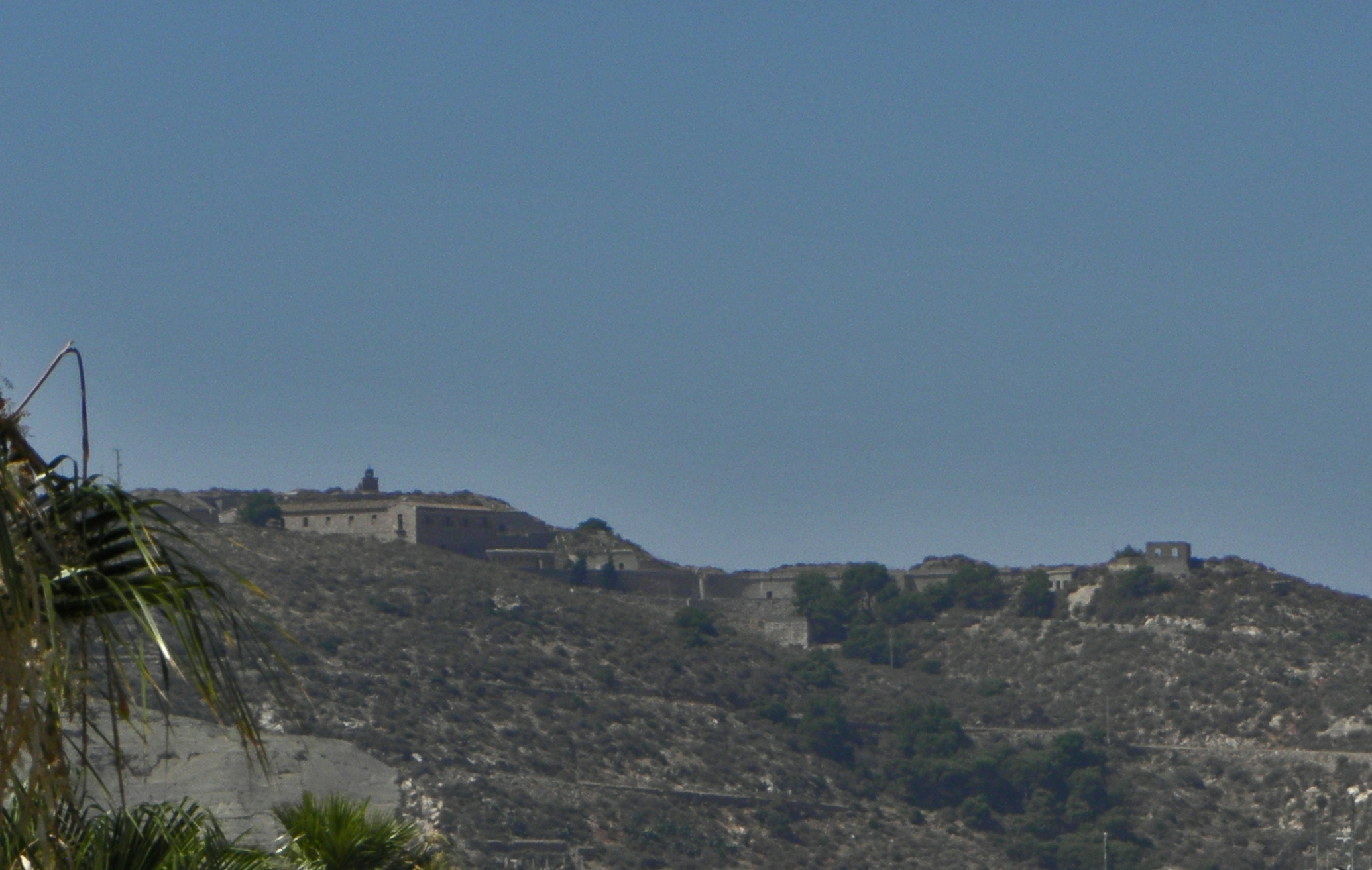
Batería General Fajardo
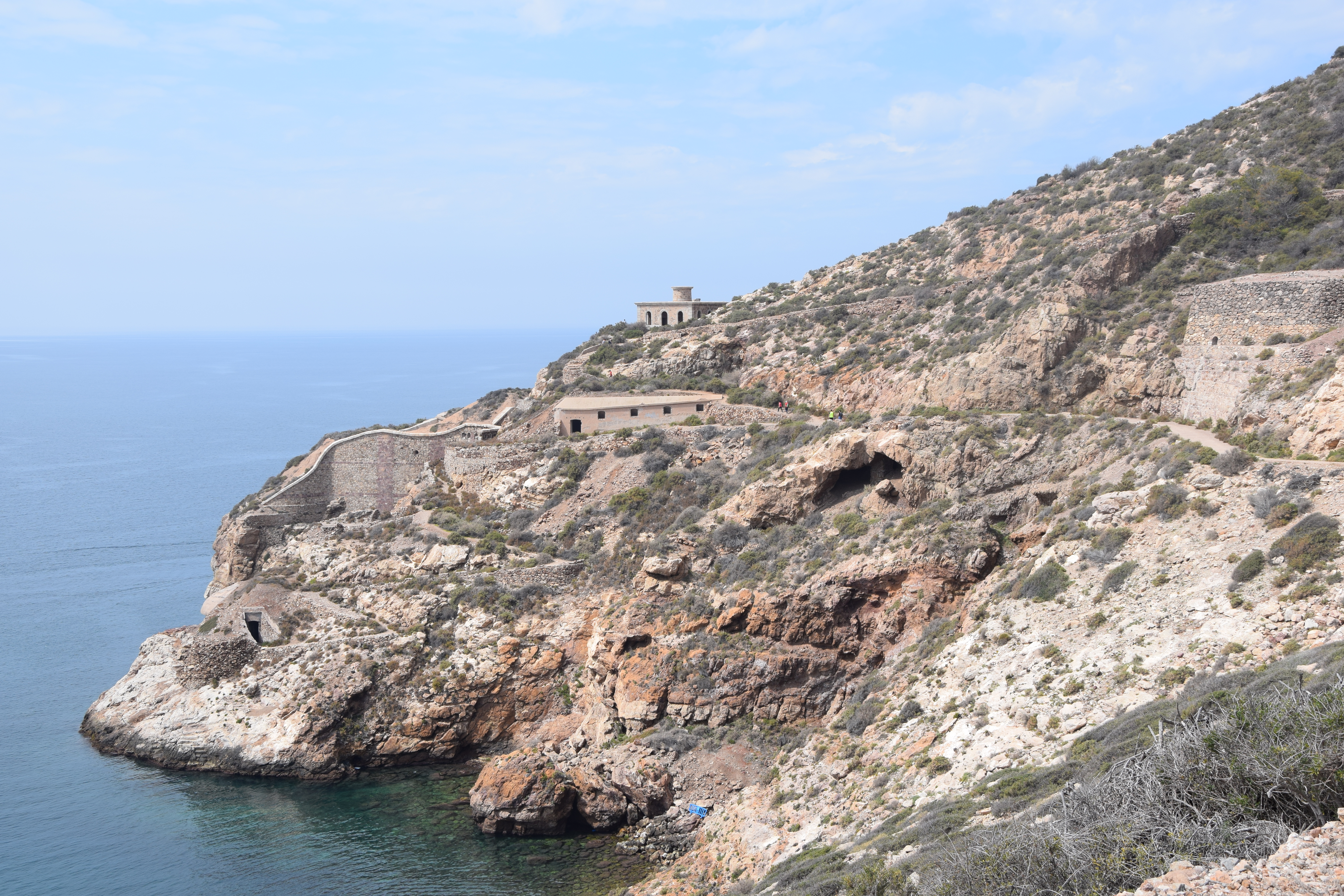
Bateria de la Podadera Vista general y antiguo faro del puerto de Cartagena